# Lance Bass
Lance Bass, właśc. James Lance Bass (ur. 4 maja 1979 w Laurel) – amerykański piosenkarz, aktor, producent filmowy i telewizyjny. Były członek boysbandu *NSYNC.

## Życiorys
Urodził się w Laurel w stanie Missisipi jako syn Diane i Jima Bassów. Dorastał z siostrą Stacy w stanie Missisipi i uczęszczał do Clinton High School. Marzył o podjęciu wykonywania zawodu astronauty, jednak jego plany pokrzyżował nagły sukces popowego zespołu 'N Sync, który skłonił go także do pojawienia się jako aktor w telewizji i kinie. Wkrótce Lance zaczął eksperymentować z pracą producenta filmowego.
W roku 2000 powstała autorska wytwórnia płytowa artysty Free Lance Entertainment; nie utrzymała się jednak długo w branży i po wydaniu debiutanckiego albumu szkolnej przyjaciółki Bassa Meredith Edwards, zatytułowanego Reach, zaprzestała działalności.
W 2001 roku wystąpił obok Emmanuelle Chriqui i byłego członka 'N Sync Joeya Fatonego w komedii romantycznej Przystanek miłość (On the Line). Prócz sukcesów związanych z dokonaniami muzycznymi 'N Sync, Bass zaliczył także solową karierę.
W 2008 brał udział w siódmej edycji amerykańskiej wersji programu Taniec z gwiazdami, gdzie jego taneczną partnerką była Lacey Schwimmer. Ostatecznie 28 listopada 2008 roku uplasował się w nim na trzeciej pozycji.
Napisał autobiografię zatytułowaną Out of Sync.
W 2014 nagrał wraz z m.in. Snoop Doggiem piosenkę „Walking On Air”.

## Życie prywatne
Lance jest otwartym gejem. 26 lipca 2006 roku artysta został publicznie wyoutowany na łamach magazynu „People”. Wcześniej, 12 lipca tegoż roku, Bass został sfotografowany przez paparazzich w gejowskim klubie wraz ze swoim ówczesnym partnerem Reichenem Lehmkuhlem. W grudniu 2014 poślubił malarza Michaela Turchina, ceremonię ślubną wyemitowano w telewizji kablowej, w programie Lance Loves Michael: The Lance Bass Wedding.
Aktywnie bierze udział w wydarzeniach LGBT, nazywając siebie „adwokatem gejów”.

## Filmografia

### filmy fabularne
| Rok  | Tytuł                                                               | Rola                  | Reżyser                 |
| ---- | ------------------------------------------------------------------- | --------------------- | ----------------------- |
| 2000 | Longshot                                                            | Inżynier lotu         | Lionel C. Martin        |
| 2001 | Przystanek miłość (On the Line)                                     | Kevin                 | Eric Bross              |
| 2001 | Zoolander                                                           | w roli samego siebie  | Ben Stiller             |
| 2005 | Przeklęta (Cursed)                                                  | w roli samego siebie  | Wes Craven              |
| 2005 | Rozbitkowie (Love Wrecked)                                          | Dan                   | Randal Kleiser          |
| 2007 | Państwo młodzi: Chuck i Larry (I Now Pronounce You Chuck and Larry) | lider zespołu         | Dennis Dugan            |
| 2008 | Jaja w tropikach (Tropic Thunder)                                   | w roli samego siebie  | Ben Stiller             |
| 2014 | Such Good People                                                    | Stuart Hedron         | Stewart Wade            |
| 2015 | Hell & Back                                                         | Boy Band Demon (głos) | Tom Gianas, Ross Shuman |

### seriale TV
- 1999: Sabrina, nastoletnia czarownica w roli samego siebie
- 2000: Ulica Sezamkowa w roli samego siebie
- 2000: Saturday Night Live w roli samego siebie
- 2000: Siódme niebo jako Rick Palmer
- 2001: MADtv w roli samego siebie
- 2001: Simpsonowie (The Simpsons) w roli samego siebie (głos)
- 2004: Kim Kolwiek (Kim Possible) jako Robbie (głos)
- 2004: Opowieści z Kręciołkowa (Higglytown Heroes) jako elektroniczny bohater (głos)
- 2005: Robot Chicken w roli samego siebie / Chris Kirkpatrick / Tom Root (głos)
- 2006–2012: Złota Rączka (Handy Manny) jako Elliot (głos)
- 2008: Najszczęśliwsi geje pod słońcem w roli samego siebie
- 2011: Jej Szerokość Afrodyta jako Jamie (Talent Scout)
- 2012: Z kamerą u Kardashianów w roli samego siebie
- 2013: Wodogrzmoty Małe (Gravity Falls) jako Sev'ral Timez (głos)
- 2015: BoJack Horseman w roli samego siebie
- 2015: Hand of God jako Jerry

### Gry komputerowe
- 2002: Kingdom Hearts jako Sephiroth (głos)